# Diguetia catamarquensis
Espèce
Synonymes
- Segestria catamarquensis Mello-Leitão, 1941

Diguetia catamarquensis est une espèce d'araignées aranéomorphes de la famille des Diguetidae.

## Distribution
Cette espèce est endémique d'Argentine. Elle se rencontre dans les provinces de Catamarca, de Salta, de La Rioja, de San Juan, de Mendoza, de Río Negro et de Chubut.

## Description
Le mâle holotype mesure 5 mm et la femelle 7,5 mm.

## Systématique et taxinomie
Cette espèce a été décrite sous le protonyme Segestria catamarquensis par Mello-Leitão en 1941. Elle est placée dans le genre Diguetia par Gerschman et Schiapelli en 1962.

## Étymologie
Son nom d'espèce, composé de catamarqu[a] et du suffixe latin -ensis, « qui vit dans, qui habite », lui a été donné en référence au lieu de sa découverte, la province de Catamarca.

## Publication originale
- Mello-Leitão, 1941 : « Las arañas de Córdoba, La Rioja, Catamarca, Tucumán, Salta y Jujuy colectadas por los Profesores Birabén. » Revista del Museo de La Plata, Nueva Serie, Zoología, vol. 2, p. 99-198.